# B2M
Business to Machines (B2M) – model biznesowy, w którym przedsiębiorstwa oferują produkty lub usługi bezpośrednio inteligentnym urządzeniom lub systemom opartym na sztucznej inteligencji, zamiast tradycyjnych konsumentów ludzkich. W tym modelu to maszyny, takie jak urządzenia IoT, autonomiczne pojazdy czy systemy AI, podejmują decyzje zakupowe na podstawie analizy danych i algorytmów.

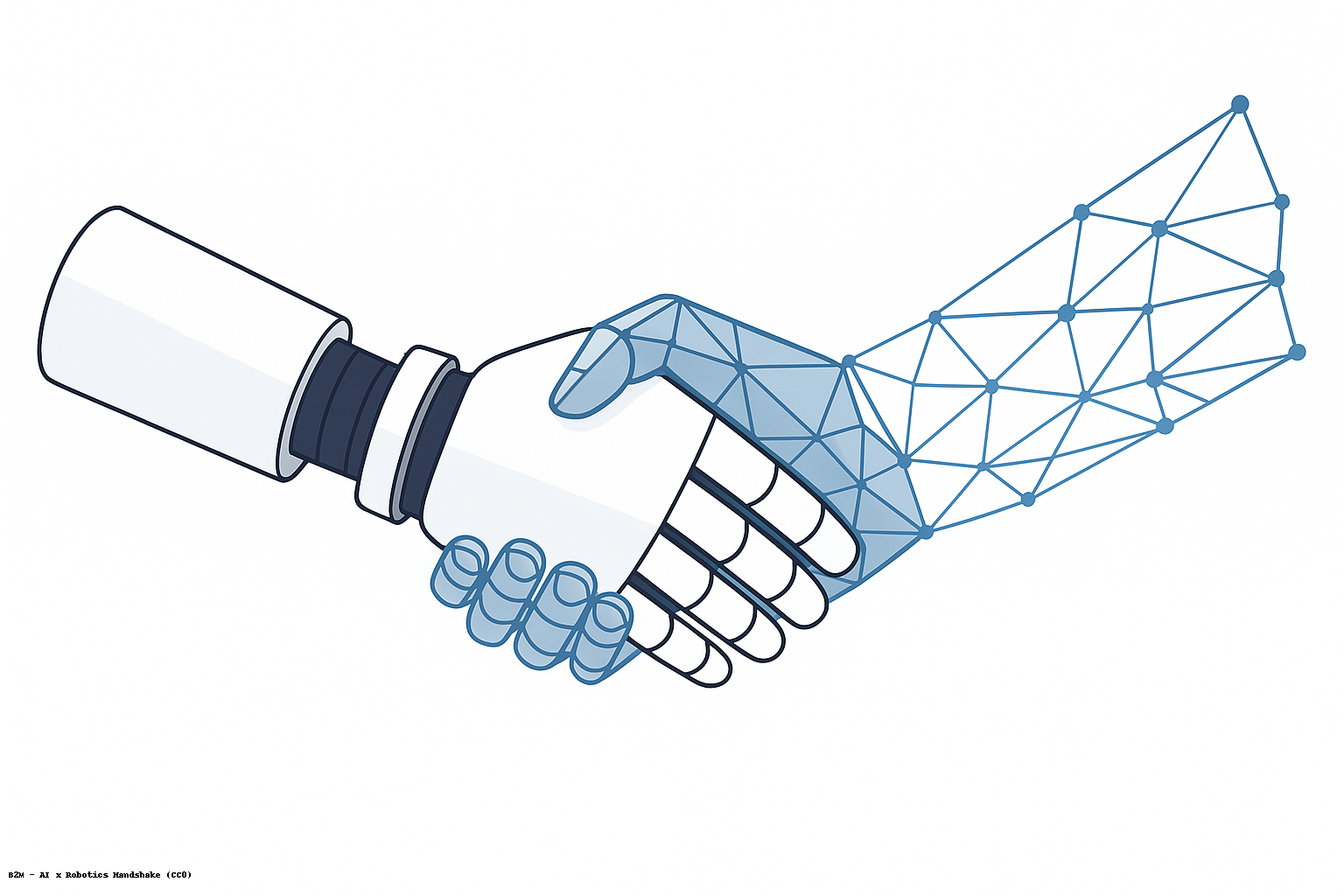
B2M – Business to Machines

## Historia
Pojęcie B2M zyskało na znaczeniu w odpowiedzi na rozwój technologii takich jak sztuczna inteligencja, Internet rzeczy (IoT) oraz blockchain. Przykładem jest system Amazon Dash Replenishment, który automatycznie zamawia artykuły gospodarstwa domowego, gdy ich zapasy są niskie. Model ten zyskał popularność, gdy zaczęto dostrzegać potencjał do zautomatyzowania wielu procesów zakupowych w różnych branżach.

## Zasada działania
W modelu B2M urządzenia inteligentne, wyposażone w czujniki i oprogramowanie AI, monitorują swoje potrzeby i podejmują decyzje zakupowe. Przykładem może być lodówka, która zamawia brakujące produkty spożywcze lub system ERP, który automatycznie składa zamówienia na materiały w odpowiedzi na spadek zapasów. Warto zauważyć, że systemy te komunikują się między sobą i wymieniają dane w czasie rzeczywistym, co zwiększa efektywność procesów.

## Technologie wspierające B2M
- Sztuczna inteligencja (AI) – umożliwia analizę danych i podejmowanie decyzji zakupowych przez maszyny. Przykładem może być oprogramowanie do analizy predykcyjnej, które pomaga systemom AI w określaniu zapotrzebowania[4].
- Internet rzeczy (IoT) – pozwala urządzeniom na komunikację i wymianę danych w czasie rzeczywistym. IoT zapewnia, że urządzenia są w stanie monitorować swoją kondycję i stan zapasów.
- Blockchain – zapewnia bezpieczne i transparentne transakcje między maszynami i dostawcami. Zabezpiecza to transakcje dokonywane przez autonomiczne systemy, gwarantując pełną przejrzystość[5].

## Przykłady zastosowań
- Automatyczne zarządzanie zapasami – systemy ERP, które samodzielnie składają zamówienia na materiały, bez potrzeby ingerencji człowieka[6].
- Inteligentne urządzenia domowe – lodówki, które zamawiają brakujące produkty spożywcze, mogące również analizować preferencje użytkowników na podstawie poprzednich zakupów[7].
- Autonomiczne pojazdy – Samochody, które podejmują decyzje o zakupie usług na podstawie analizy danych dotyczących warunków pogodowych, stanu paliwa czy zapotrzebowania na naprawy[8][9].

## Wyzwania i kontrowersje
Model B2M stawia przed przedsiębiorstwami wyzwania związane z:
- Zaufaniem do technologii – konieczność zapewnienia niezawodności i bezpieczeństwa systemów AI, które podejmują decyzje zakupowe.
- Etyką decyzji maszynowych – potrzeba określenia zasad odpowiedzialności za decyzje podejmowane przez maszyny. Kwestie odpowiedzialności prawnej i etycznej pozostają nierozwiązane[10].
- Integracją z istniejącymi systemami – trudności w integracji nowych technologii z tradycyjnymi procesami biznesowymi, które wymagają dostosowania[11].